# Associazione Calcio Monopoli 1987-1988
Questa pagina raccoglie le informazioni riguardanti l'Associazione Calcio Monopoli nelle competizioni ufficiali della stagione 1987-1988.

## Rosa
| N. |                   | Ruolo | Calciatore         |
| -- | ----------------- | ----- | ------------------ |
|    | Italia (bandiera) | D     | Roberto Arrigoni   |
|    | Italia (bandiera) | C     | Stefano Calderini  |
|    | Italia (bandiera) | A     | Francesco Caruso   |
|    | Italia (bandiera) | D     | Francesco Castrini |
|    | Italia (bandiera) | C     | Massimo Cerri      |
|    | Italia (bandiera) | P     | Paolo De Toffol    |
|    | Italia (bandiera) | C     | Francesco Fonte    |
|    | Italia (bandiera) | D     | Claudio Ghedin     |
|    | Italia (bandiera) | D     | Paolo List         |

| N. |                   | Ruolo | Calciatore           |
| -- | ----------------- | ----- | -------------------- |
|    | Italia (bandiera) | D     | Ivano Martini        |
|    | Italia (bandiera) | A     | Mauro Meluso         |
|    | Italia (bandiera) | C     | Stefano Pauselli     |
|    | Italia (bandiera) | D     | Giancarlo Petrangeli |
|    | Italia (bandiera) | A     | Antonio Rebesco      |
|    | Italia (bandiera) | C     | Roberto Rizzo        |
|    | Italia (bandiera) | C     | Eugenio Sgarbossa    |
|    | Italia (bandiera) | A     | Paolo Tusino         |

## Risultati

### Campionato

#### Girone di andata
| 20 settembre 1987 1ª giornata | Nocerina | 0 – 1 | Monopoli |  |

| 27 settembre 1987 2ª giornata | Monopoli | 1 – 0 | Casertana |  |

| 4 ottobre 1987 3ª giornata | Reggina | 1 – 0 | Monopoli |  |

| 11 ottobre 1987 4ª giornata | Monopoli | 2 – 0 | Torres |  |

| 18 ottobre 1987 5ª giornata | Ischia Isolaverde | 1 – 0 | Monopoli |  |

| 25 ottobre 1987 6ª giornata | Monopoli | 1 – 1 | Campobasso |  |

| 1º novembre 1987 7ª giornata | Foggia | 0 – 0 | Monopoli |  |

| 8 novembre 1987 8ª giornata | Monopoli | 2 – 0 | Francavilla |  |

| 15 novembre 1987 9ª giornata | Licata | 2 – 1 | Monopoli |  |

| 22 novembre 1987 10ª giornata | Monopoli | 0 – 0 | Cagliari |  |

| 29 novembre 1987 11ª giornata | Brindisi | 0 – 0 | Monopoli |  |

| 6 dicembre 1987 12ª giornata | Monopoli | 0 – 0 | Catania |  |

| 13 dicembre 1987 13ª giornata | Campania Puteolana | 1 – 0 | Monopoli |  |

| 20 dicembre 1987 14ª giornata | Monopoli | 2 – 0 | Teramo |  |

| 3 gennaio 1988 15ª giornata | Salernitana | 0 – 0 | Monopoli |  |

| 10 gennaio 1988 16ª giornata | Monopoli | 1 – 0 | Frosinone |  |

| 17 gennaio 1988 17ª giornata | Cosenza | 1 – 0 | Monopoli |  |

#### Girone di ritorno
| 24 gennaio 1988 18ª giornata | Monopoli | 1 – 0 | Nocerina |  |

| 31 gennaio 1988 19ª giornata | Casertana | 0 – 2 | Monopoli |  |

| 7 febbraio 1988 20ª giornata | Monopoli | 1 – 1 | Reggina |  |

| 21 febbraio 1988 21ª giornata | Torres | 0 – 0 | Monopoli |  |

| 28 febbraio 1988 22ª giornata | Monopoli | 2 – 1 | Ischia Isolaverde |  |

| 6 marzo 1988 23ª giornata | Campobasso | 1 – 1 | Monopoli |  |

| 13 marzo 1988 24ª giornata | Monopoli | 1 – 3 | Foggia |  |

| 20 marzo 1988 25ª giornata | Francavilla | 0 – 0 | Monopoli |  |

| 2 aprile 1988 26ª giornata | Monopoli | 1 – 1 | Licata |  |

| 10 aprile 1988 27ª giornata | Cagliari | 1 – 0 | Monopoli |  |

| 17 aprile 1988 28ª giornata | Monopoli | 1 – 0 | Brindisi |  |

| 24 aprile 1988 29ª giornata | Catania | 1 – 0 | Monopoli |  |

| 8 maggio 1988 30ª giornata | Monopoli | 1 – 0 | Campania Puteolana |  |

| 15 maggio 1988 31ª giornata | Teramo | 2 – 4 | Monopoli |  |

| 22 maggio 1988 32ª giornata | Monopoli | 2 – 1 | Salernitana |  |

| 29 maggio 1988 33ª giornata | Frosinone | 1 – 0 | Monopoli |  |

| 5 giugno 1988 34ª giornata | Monopoli | 0 – 0 | Cosenza |  |